# Dioma
La Dioma (en russe : Дёма), est une rivière de Russie en Bachkirie. Elle se jette dans la Belaïa à 
Oufa après un cours de 535 km.

## Description
Elle prend sa source dans le plateau de Obshchy Syrt.